# Western Airlines
Western Airlines...The Only Way to Fly

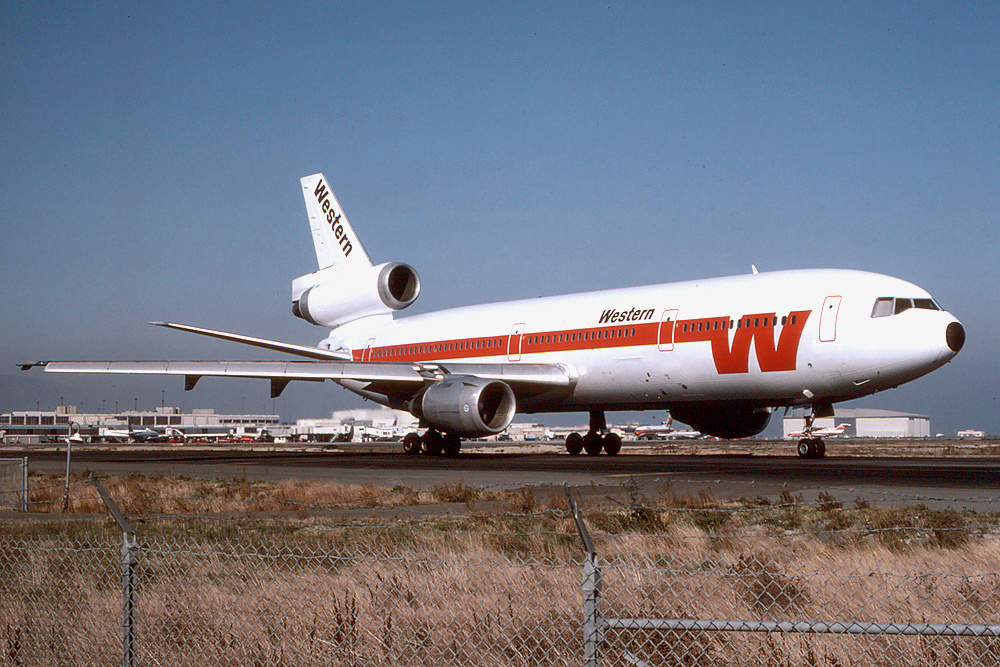
Douglas DC-10-10 de Western Airlines.

Western Airlines est une compagnie aérienne américaine disparue. Fondée en 1925, Western Airlines a connu une histoire mouvementée, donné naissance à TWA, et fut absorbée par Delta Air Lines en 1987.

## Une compagnie de pionniers
Le 13 juillet 1923 Harry Chandler, William Garland, Harris M Hanshue et James Talbot fondèrent à Sacramento la Western Air Express. Ayant obtenu la concession de la liaison postale Los Angeles-Salt Lake City, la compagnie quitta sa base de Montebello, Californie, pour s'installer à Los Angeles. L'exploitation des routes postales CAM-4 et CAM-12 débuta le 17 avril 1926 sur Douglas M-2. Le premier vol passager eut lieu le 23 mai suivant.
Rachetée par Aero Corp of California, groupe d'entreprises dont le président n'était autre que Jack Frye, Western fut recapitalisée en 1928, devenant Western Air Express Inc. Après le rachat de Pacific Marine Airways en 1928, de West Coast Air Transport et de Mid-Continent Air Express en 1929, puis de Standard Airlines en 1930, la compagnie devint Transcontinental & Western Air (T&WA) le 16 juillet 1930.

## La compagnie de l'Ouest
Restée indépendante malgré la création de TWA, Western devint General Air Lines entre mai et décembre 1934, puis à nouveau Western Air Lines avant d'absorber National Parks Airways en 1937. Devenue Western Airlines le 11 mars 1941, elle absorba encore Inland Airlines en 1943.
À la fin de la Seconde Guerre mondiale Western développa un réseau passager et cargo très dense couvrant l'Ouest du continent nord-américain de Kodiak et Anchorage, en Alaska, à Acapulco au Mexique, avec prolongations sur Miami, Fort Lauderdale et Mexico. L'acquisition de Pacific Northern Airlines en juillet 1967 permit d'étendre le réseau de Western jusqu'à Honolulu.En 1968 les DC-6 et DC-3 cédèrent la place aux Boeing 737, les Constellation hérités de Pacific Northern Airlines aux Boeing 707.
Western Airlines a fusionné en 1987 avec Delta Air Lines.

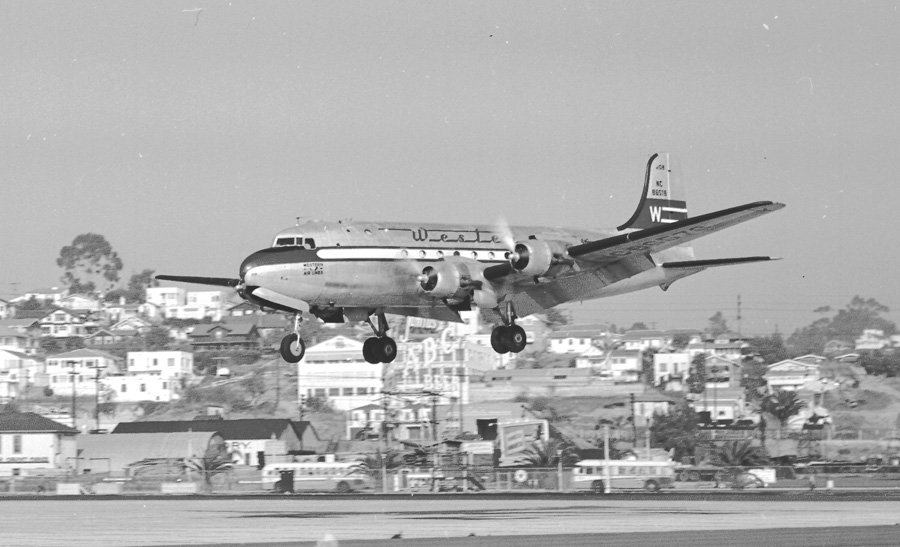
Douglas DC-4.

## Flotte
- Douglas DC-3 : 9 appareils livrés avant l'entrée en guerre des États-Unis et 10 appareils des surplus acquis après la Seconde Guerre mondiale. Le dernier ne fut retiré qu'en 1967.
- Douglas DC-4 : 10 C-54 et 5 DC-4-1009 mis en service en 1946 et retirés en 1956.
- Convair 240 : 10 appareils exploités entre 1948 et 1961.
- Douglas DC-6 : 31 exemplaires mis en service à partir de 1952, les derniers étant retirés en 1969.
- Lockheed L-188 Electra : 12 L-188A mis en ligne entre 1959 et 1961, retirés entre 1970 et 1972.
- Boeing 707 : deux Boeing 707-139 furent utilisés de 1960 à 1962, puis, pour disposer d'avions plus capacitaires que les 720, cinq 707-347C sont achetés en 1968 et exploités jusqu'en 1980. Quatre autres annulés avant la livraison seront achetés par l'Aviation royale canadienne (RCAF).
- Boeing 720 : 29 exemplaires de la variante 720B, qui furent exploités entre 1961 et 1979, sauf dont 3 720 à réacteurs à simple flux provenant du rachat de Pacific Northern Airlines, revendus dès 1973.
- Lockheed Constellation : 6 L-749 provenant du rachat de Pacific Northern Airlines en juillet 1967, tous retirés d'exploitation en décembre 1968.
- Boeing 737 : 67 appareils exploités à partir de 1968 parmi lesquels 30 737-200, 14 737-200 Advanced et 13 737-300 commandés neufs par la compagnie (plusieurs étaient encore en construction lors de la fusion avec Delta ; ils s'agissait des derniers 737 de première génération construits pour une grande compagnie américaine[1]) ainsi que 10 737-200 Advanced d'origine diverse (principalement de la faillite d'Air Florida).
- Boeing 727-200 : 49 appareils mis en service à partir de 1969.
- McDonnell Douglas DC-10 : 13 DC-10-10 furent mis en ligne à partir de 1973, un DC-10-30 étant acheté en avril 1981 et revendu en septembre 1983. Delta Air Lines revendra dès 1988 les 9 DC-10-10 restants au moment de la fusion[2].

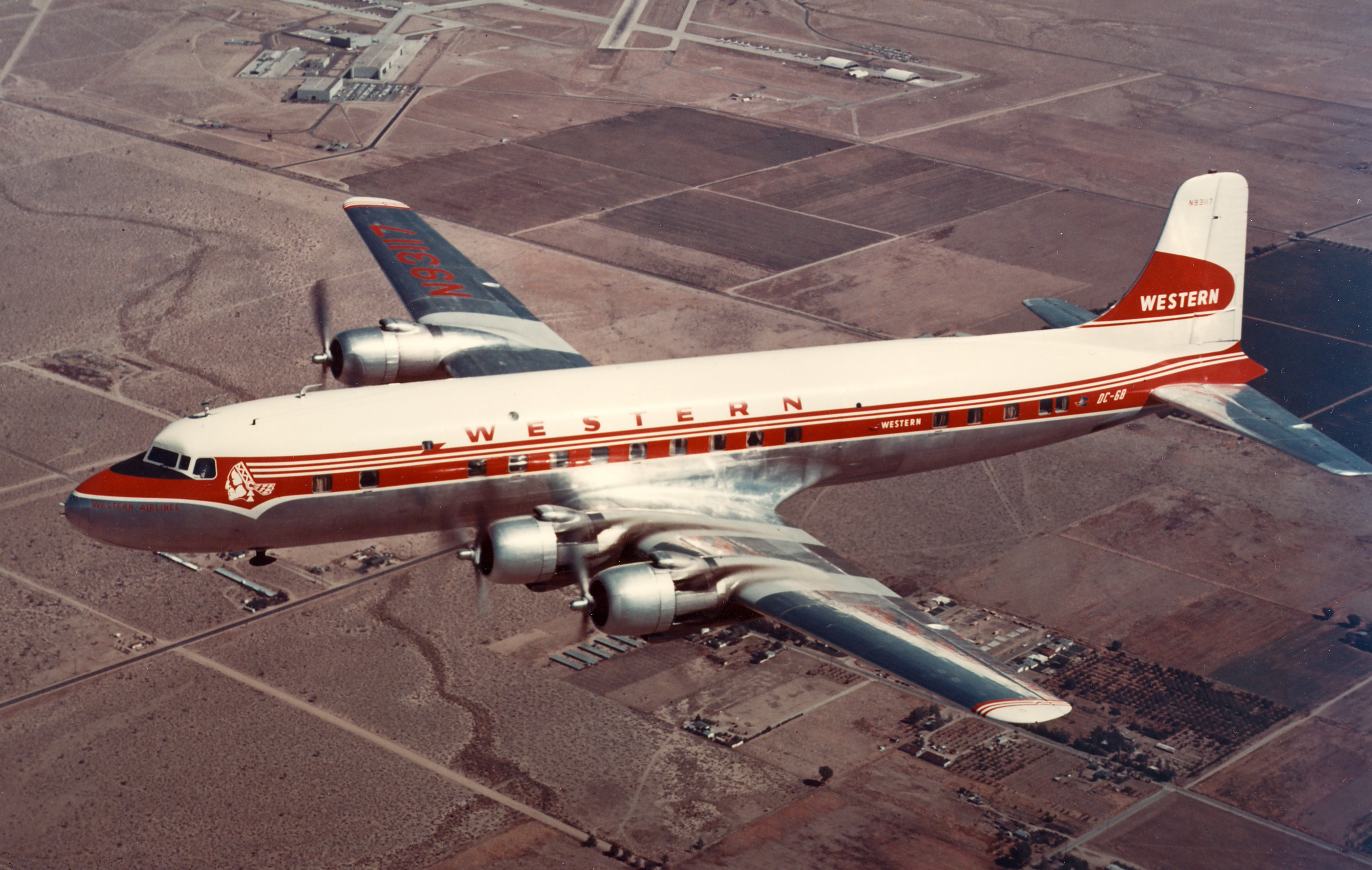
Douglas DC-6.
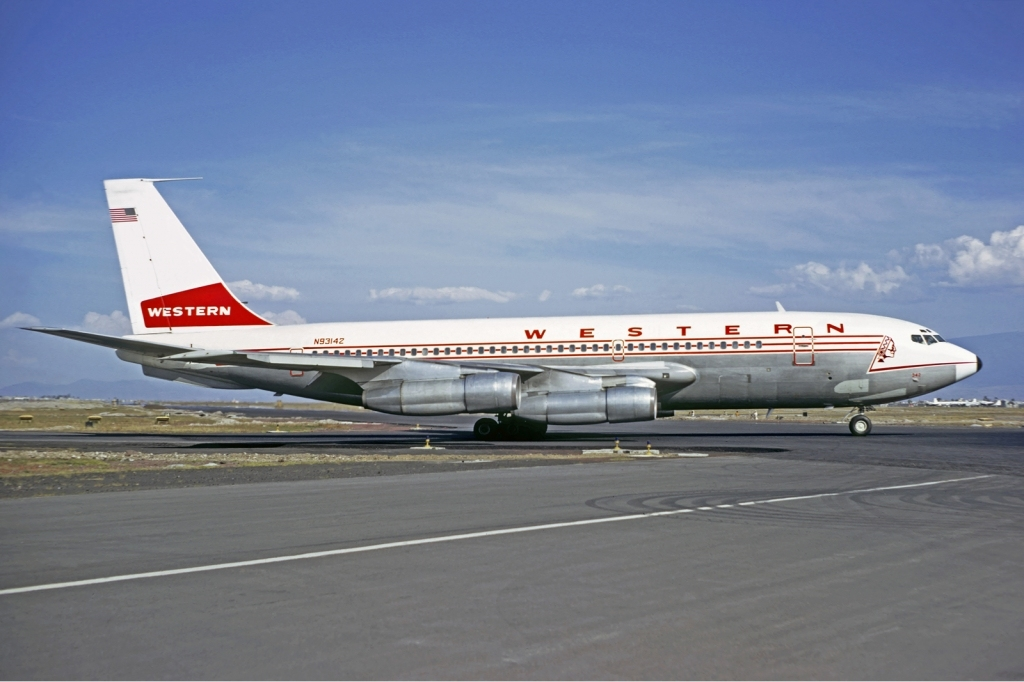
Boeing 720.
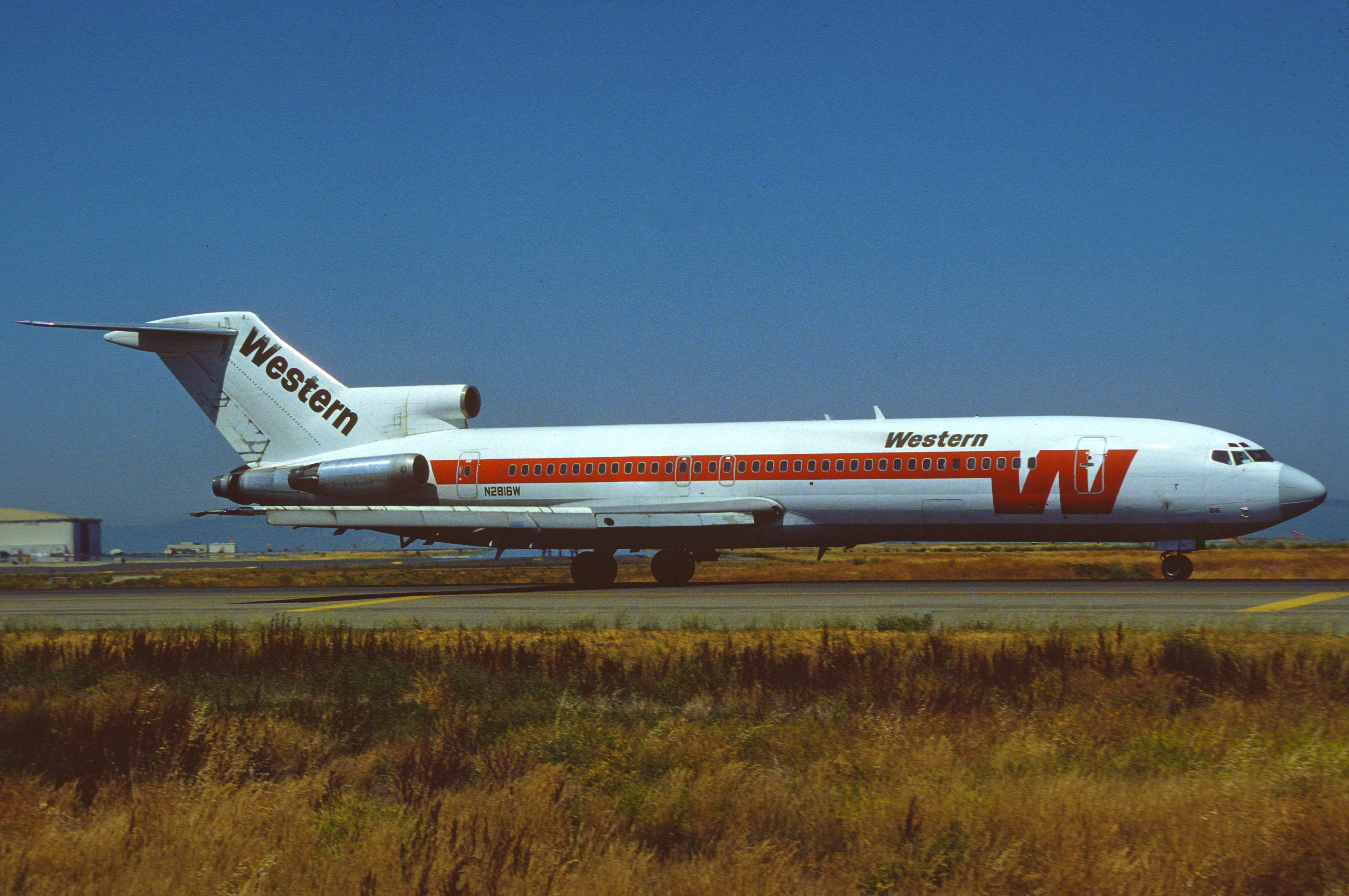
Boeing 727-200.
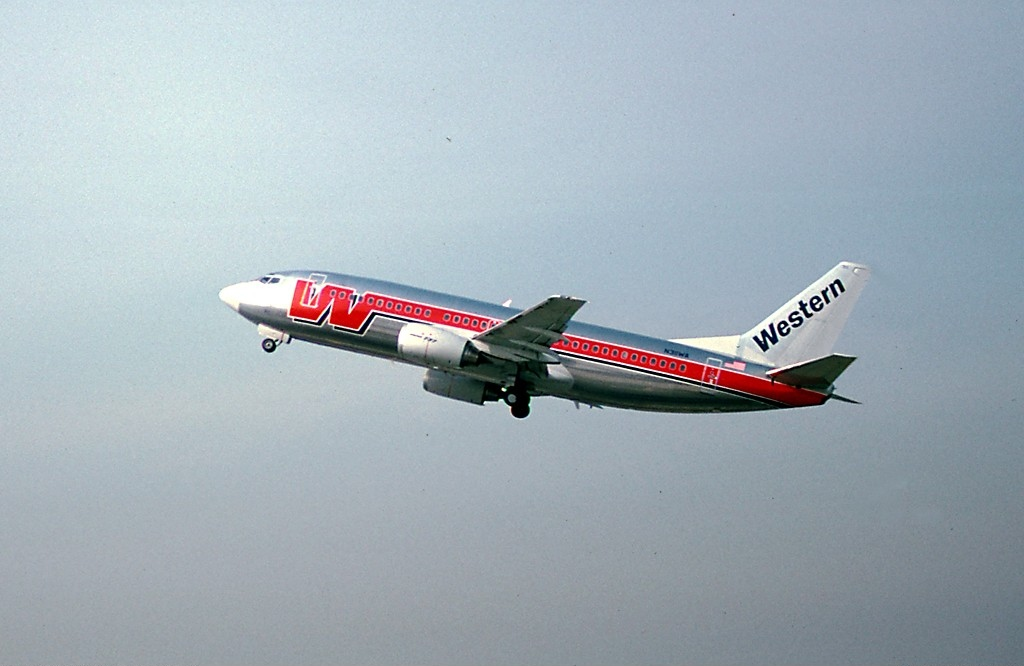
Boeing 737-300 en livrée finale.

## Accidents et incidents
- Le 15 décembre 1936, un Boeing 247D de Western Air Express reliant Burbank à Salt Lake City disparaît avec ses 7 occupants. L'épave sera finalement retrouvée en juin 1937 de part et d'autre d'une crête du mont Lone Peak (en). Il s'agit du premier accident fatal de la compagnie lors d'un vol passagers[3].
- Le 12 janvier 1937, le Vol 7 Western Air Express (en), un Boeing 247D reliant Salt Lake City à Burbank s'écrase à flanc de montagne en descendant vers sa destination. Parmi les cinq occupants qui ne survivront pas à leurs blessures se trouve l'aventurier, écrivain et cinéaste Martin Johnson. Sa compagne et partenaire d'aventure Osa a survécu à l'accident.
- Le 15 décembre 1942, le Vol 1 Western Air Lines, un Douglas DC-3A emportant un élève pilote, s'écrase près de Fairfield (Utah) après qu'une violente manœuvre inexpliquée ait provoqué la dislocation des ailes. Sur les 19 occupants, deux passagers ont été retrouvés vivants[4].
- Le 20 avril 1953, un Douglas DC-6B reliant San Francisco à Oakland et Los Angeles (vol 636) s'écrase dans la baie à cause d'une erreur de pilotage. L'avion ne transportait que 10 personnes, il y eut deux survivants[5].
- Lors d'un vol d’entraînement sur Boeing 720 le 31 mars 1971, les pilotes perdent le contrôle lors d'une remise des gaz sur trois moteurs. Les cinq membres d'équipage sont tués.
- Le 2 juin 1972 Willie Roger Holder, vétéran de la guerre du Vietnam, et sa compagne Catherine Marie Kerkow, ont détourné le vol 701 Los Angeles - Seattle, exigeant une rançon de 500 000 $ et la libération d'Angela Davis. Le Boeing 727 se posera à San Francisco et New York avant que les pirates de l'air ne descendent à Alger, recevant l'asile politique.
- Le 31 octobre 1979 à l'aéroport international de Mexico, un DC-10-10 assurant le Vol Western Airlines 2605 percute des engins de chantier, tuant le conducteur d'un camion. L'aile droite percute le sol et l'appareil finit sa course contre un hangar, consumé par les flammes. Cet accident, causant la mort de 72 des 88 occupants de l'avion est le plus grave de l'histoire de la compagnie. Les pilotes devaient réaliser une approche aux instruments de nuit vers la piste 23L, fermée pour travaux, et s'aligner au dernier moment sur la 23R (trajectoire en baïonnette) mais se sont retrouvés face à la mauvaise piste à une altitude qui ne permettait plus d'effectuer une remise des gaz sans percuter les véhicules présents sur la piste. Durant sa tentative désespérée de reprendre de l'altitude, l'équipage a perdu le contrôle[6].